# 南沙区 (三沙市)
南沙区（なんさ-く）は中華人民共和国三沙市に位置する市轄区。南沙諸島の島と礁及び海域を管理する。人民政府は永暑礁に位置する。